# Fraktion der Sammlungsbewegung der Europäischen Demokraten
Die Fraktion der Sammlungsbewegung der Europäischen Demokraten (englisch Group of the European Democratic Alliance, EDA; französisch Rassemblement des démocrates européens, RDE) war eine gaullistische und nationalkonservative Fraktion im Europäischen Parlament. Ihr gehörten überwiegend Abgeordnete aus Frankreich und Irland an. Langjähriger Vorsitzender der Fraktion war der Franzose Christian de La Malène.

## Geschichte
Die Fraktion entstand am 21. Januar 1965 durch die Abspaltung der französischen Gaullisten von der Liberalen und Demokratischen Fraktion unter dem Namen Europäische Demokratische Union (European Democratic Union, nicht zu verwechseln mit der Parteienvereinigung Europäische Demokratische Union). Zunächst umfasste die Fraktion ausschließlich Vertreter aus Frankreich.
Nach dem EG-Beitritt Irlands, Großbritanniens und Dänemarks trat am 16. Januar 1973 die irische Fianna Fáil der Fraktion bei, die daraufhin in Fraktion der Europäischen Demokraten für den Fortschritt (European Progressive Democrats, EPD; Démocrates européens de progrès, DEP) umbenannt wurde. Fianna Fáil und Gaullisten waren beide nationalistisch, ohne jedoch eindeutig im Links-Rechts-Spektrum verortbar zu sein, und jeweils auf eine charismatische Gründerpersönlichkeit ausgerichtet (Charles de Gaulle bzw. Éamon de Valera). Zudem traten beide für hohe Preisgarantien für Landwirte im Rahmen der Gemeinsamen Agrarpolitik ein.
Nach der ersten Direktwahl des Europaparlaments 1979 kamen Abgeordnete der Scottish National Party (SNP) und der dänischen Fremskridtspartiet hinzu. Die Fraktion war anschließend ein bloßes Zweckbündnis von Partnern unterschiedlicher politischer Ausrichtung, die zu keiner der europäischen Parteienfamilien gehörten. Zu den prominentesten Fraktionsmitgliedern gehörte die französische Frauenrechtlerin Louise Weiss, die 1979 Alterspräsidentin des Parlaments war und nach der das Hauptgebäude des EU-Parlaments in Straßburg (bâtiment Louise-Weiss) benannt ist. Nach der Europawahl 1984, bei der die Fremskridtspartiet den Wiedereinzug verfehlte, benannte sich die Fraktion am 24. Juli 1984 in Sammlungsbewegung der Europäischen Demokraten um.
Am 6. Juli 1995 fusionierte die Fraktion mit der Forza Europa (die hauptsächlich aus italienischen Abgeordneten der Forza Italia bestand) zur Fraktion Union für Europa. 1998 bzw. 1999 schlossen sich ein Großteil der italienischen und französischen Mitglieder der großen Mitte-rechts-Fraktion der Europäischen Volkspartei (Christdemokraten) und europäischer Demokraten (EVP-ED) an, ein anderer Teil der bisherigen Mitglieder schloss sich der neuen nationalkonservativen und EU-skeptischen Fraktion Union für ein Europa der Nationen (UEN) an.

## Mitglieder
Mitgliedsparteien:
- Union pour la Nouvelle République (UNR), ab 1967 Union des Démocrates pour la Ve République (UD-Ve), ab 1968 Union des démocrates pour la République (UDR), ab 1976 Rassemblement pour la République (RPR)
- Centre national des indépendants et paysans (CNI; 1984 bis 1994, über gemeinsame Liste mit RPR eingezogen)
- Fianna Fáil (FF; ab 1973)
- Scottish National Party (SNP; 1979 bis 1989, danach Wechsel in die Regenbogenfraktion)
- Fremskridtspartiet (1979 bis 1984)
- Partido Renovador Democrático (PRD; 1986 bis 1989)
- Centro Democrático e Social – Partido Popular (CDS-PP; ab 1994, zuvor wegen ihrer Ablehnung des Maastricht-Vertrags aus der EVP ausgeschlossen)
- Dimokratiki Ananeosi (1989 bis 1994)
- Politiki Anixi (ab 1994)

Mitglieder der Fraktion
| Legislatur | Name                                          | zu Beginn | zu Ende |
| ---------- | --------------------------------------------- | --------- | ------- |
| 1979–1984  | Europäische Demokraten für den Fortschritt    | 22        | 22      |
| 1984–1989  | Sammlungsbewegung der Europäischen Demokraten | 29        | 30      |
| 1989–1994  | Sammlungsbewegung der Europäischen Demokraten | 20        | 20      |
| 1994–1999  | Sammlungsbewegung der Europäischen Demokraten | 26        |         |
| 1994–1999  | Union für Europa                              |           | 34      |